# Kevin Joyce
Kevin Francis Joyce (Queens, 27 de julho de 1951) é um ex-basquetebolista profissional estadunidense que jogou 3 temporadas na ABA. Com 1,90 metros de altura, fazia-o na posição de armador.

## Trajetória desportiva

### Universidade
Jogou durante quatro temporadas com os Gamecocks da Universidade da Carolina do Sul, quando obteve médias de 17,3 pontos e 5,1 rebotes por partida. Sua camiseta com o número 43 foi retirada por sua universidade como homenagem.

### Seleção nacional
Foi convocado com a seleção de basquete de Estados Unidos para disputar os Jogos Olímpicos de Munique 1972, participando por tanto naquela polêmica final que acabou com o triunfo da União Soviética no último segundo. Ali jogou em nove partidos, com 5,3 pontos por partida.

### Profissional
Foi eleito na undécima posição do Draft da NBA de 1973 por Golden State Warriors, e também pelos San Antonio Spurs, quem transferiram seus direitos a Indiana Pacers no Draft da ABA, elegendo esta última opção. Ali, depois de um ano de adaptação, a temporada seguinte fez-se com o posto de titular, jogando sua melhor campanha como profissional, obtendo 14,9 pontos e 4,0 assistências por partida.
Ao ano seguinte foi transferido ao San Diego Sails, mas a equipe foi extinta após tão só 11 partidas disputados. Organizou-se um draft de dispersão, no qual o resto das equipas podiam eleger aos jogadores que se tinham ficado de fora, mas Joyce não foi contratado por nenhuma equipa. Só ao cabo de dois meses pôde assinar como agente livre com os Kentucky Colonels, retirando ao termo da temporada.

#### Estatísticas na ABA

##### Temporada regular
| Temp.   | Idade | Equipe   | Liga | P   | TIT | Min  | TC  | TCA  | %TC  | 3P  | 3PA | %3P  | TL  | TLA | %TL  | R.of. | R.deF. | REB | ASIS | ROB | TAP | PER | FP  | PTS  |
| 1973-74 | 22    | Indiana  | ABA  | 56  |     | 17.6 | 3.1 | 7.7  | .396 | 0.1 | 0.5 | .185 | 1.1 | 1.4 | .821 | 0.6   | 1.1    | 1.6 | 2.3  | 0.6 | 0.1 | 1.4 | 1.5 | 7.3  |
| 1974-75 | 23    | Indiana  | ABA  | 81  |     | 34.9 | 6.5 | 15.4 | .426 | 0.1 | 0.5 | .190 | 1.8 | 2.2 | .789 | 0.7   | 1.3    | 2.0 | 4.0  | 1.3 | 0.3 | 1.9 | 3.2 | 14.9 |
| 1975-76 | 24    | TOTAL    | ABA  | 43  |     | 21.3 | 2.7 | 7.2  | .367 | 0.0 | 0.3 | .167 | 1.3 | 1.7 | .743 | 0.2   | 1.0    | 1.1 | 3.0  | 0.7 | 0.1 | 2.1 | 2.2 | 6.6  |
| 1975-76 | 24    | S. Diego | ABA  | 9   |     | 29.6 | 4.0 | 12.0 | .333 | 0.1 | 0.6 | .200 | 2.4 | 3.6 | .688 | 0.1   | 0.7    | 0.8 | 5.2  | 1.3 | 0.0 | 3.8 | 2.3 | 10.6 |
| 1975-76 | 24    | Kentucky | ABA  | 34  |     | 19.1 | 2.3 | 6.0  | .384 | 0.0 | 0.2 | .143 | 1.0 | 1.2 | .786 | 0.2   | 1.1    | 1.2 | 2.4  | 0.6 | 0.1 | 1.7 | 2.2 | 5.6  |
| Total   |       |          | ABA  | 180 |     | 26.3 | 4.5 | 11.0 | .410 | 0.1 | 0.5 | .185 | 1.5 | 1.8 | .786 | 0.6   | 1.1    | 1.7 | 3.2  | 0.9 | 0.2 | 1.8 | 2.5 | 10.6 |

##### Playoffs
| Temp.   | Idade | Equipe   | Liga | P  | Min | TCA | TC  | 3PA | 3P | TLA | TL | R.of. | REB | ASIS | ROB | TAP | PER | FP | PTS | %TC  | %3P  | %FT  | Min  | PTS  | REB | AST |
| 1973-74 | 22    | Indiana  | ABA  | 10 | 136 | 17  | 53  | 2   | 7  | 8   | 10 | 3     | 9   | 12   | 4   | 2   | 10  | 20 | 44  | .321 | .286 | .800 | 13.6 | 4.4  | 0.9 | 1.2 |
| 1974-75 | 23    | Indiana  | ABA  | 18 | 593 | 88  | 211 | 5   | 13 | 32  | 41 | 3     | 31  | 45   | 17  | 9   | 31  | 55 | 213 | .417 | .385 | .780 | 32.9 | 11.8 | 1.7 | 2.5 |
| 1975-76 | 24    | Kentucky | ABA  | 9  | 117 | 10  | 36  | 0   | 0  | 10  | 12 | 1     | 3   | 30   | 3   | 0   | 17  | 14 | 30  | .278 |      | .833 | 13.0 | 3.3  | 0.3 | 3.3 |
| Total   |       |          | ABA  | 37 | 846 | 115 | 300 | 7   | 20 | 50  | 63 | 7     | 43  | 87   | 24  | 11  | 58  | 89 | 287 | .383 | .350 | .794 | 22.9 | 7.8  | 1.2 | 2.4 |